# Stun'sail Boom River
Stun'sail Boom River är ett vattendrag i Australien. Det ligger i delstaten South Australia, omkring 190 kilometer sydväst om delstatshuvudstaden Adelaide.
Genomsnittlig årsnederbörd är 801 millimeter. Den regnigaste månaden är juni, med i genomsnitt 146 mm nederbörd, och den torraste är januari, med 22 mm nederbörd.